# Mistrzostwa Świata w Kolarstwie Przełajowym 1951
2. Mistrzostwa Świata w Kolarstwie Przełajowym 1951 odbyły się w stolicy Wielkiego Księstwa Luksemburg - Luksemburgu, 18 lutego 1951 roku. Rozegrano tylko wyścig mężczyzn w kategorii zawodowców.

## Medaliści
| Konkurencja:               | Złoto:         | Czas      | Srebro:         | Czas     | Brąz:        | Czas     |
| Klasyfikacja mężczyzn      |                |           |                 |          |              |          |
| Zawodowcy (18 lutego 1951) | Roger Rondeaux | 1:04:57 h | André Dufraisse | + 2:01 m | Pierre Jodet | + 3:51 m |

## Szczegóły
| Medal | Zawodnik         | Narodowość | Czas      |
| ----- | ---------------- | ---------- | --------- |
|       | Roger Rondeaux   | Francja    | 1:04:57 h |
|       | André Dufraisse  | Francja    | + 2:01    |
|       | Pierre Jodet     | Francja    | + 3:51    |
| 4     | Georges Meunier  | Francja    | + 4:02    |
| 5     | Max Breu         | Szwajcaria | + 4:09    |
| 6     | Jean Kirchen     | Luksemburg | + 4:20    |
| 7     | Roland Fantini   | Szwajcaria | + 4:53    |
| 8     | Roger Jacobs     | Luksemburg | + 5:17    |
| 9     | Albert Meier     | Szwajcaria | + 5:19    |
| 10    | Luigi Malabrocca | Włochy     | + 5:28    |

## Tabela medalowa
| Miejsce | Państwo |   |   |   |   |
| ------- | ------- | - | - | - | - |
| 1.      | Francja | 1 | 1 | 1 | 3 |